# Wesolowskana
Wesolowskana is een geslacht van spinnen uit de familie springspinnen (Salticidae).

## Soorten
De volgende soorten zijn bij het geslacht ingedeeld:
- Wesolowskana lymphatica (Wesolowska, 1989)
- Wesolowskana marginella (Simon, 1883)